# Személyes fejlesztés
A személyes fejlesztés olyan tevékenységeket foglal magában, amelyek javítják a tudatosságot és az én-azonosságot, fejlesztik az képességeket és a lehetőségeket, építik az emberi tőkét, és ezeken keresztül megkönnyítik a foglalkoztathatóságot, növelik az életminőséget, és segítik az embereket abban, hogy megvalósítsák álmaikat és céljaikat. A fogalom nem korlátozódik arra, amikor valaki saját magát fejleszti, hanem azt is magában foglalja, amikor tanárok, vezetők, tanácsadók, menedzserek, coachok vagy mentorok fejlesztenek másokat. A személyes fejlesztés intézményi keretek között is történhet, ekkor olyan módszerekhez, programokhoz, eszközökhöz, technikákhoz és értékelési rendszerekhez kapcsolódik, amelyek a személyes fejlődést segítik.
A személyes fejlesztés egyéni szinten a következő tevékenységeket tartalmazza:
- tudatosság javítása
- önismeret fejlesztése
- én-azonosság/identitás felépítése vagy megújítása
- erősségek vagy adottságok feltérképezése és fejlesztése
- jóllét javítása
- spirituális fejlődés
- a lehetőségek azonosítása és javítása
- emberi tőke és foglalkoztathatóság építése
- életmód vagy életminőség növelése
- egészség javítása
- törekvések teljesítése
- a személyes autonómia elindítása
- személyes fejlesztési terv meghatározása és végrehajtása
- szociális képességek fejlesztése

A tanár, vezető vagy mentor akár személyes kompetenciája révén is fejleszthet (egyes vezetők ösztönösen vagy tudatosan rendelkeznek azzal a készséggel, hogy fejlesszék alkalmazottaik képességeit) vagy akár különböző szakmai tevékenységek által (mint tréningek, értékelő beszélgetések vagy coachingok).
Az önmagunk és mások fejlesztésén túl a személyes fejlesztésnek van alkalmazási és kutatási területe is. Alkalmazás alatt tanulási programokat, értékelési rendszereket, eszközöket és technikákat értünk, kutatások eredményeként pedig személyes fejlesztéssel kapcsolatos publikációk jelennek meg különböző tudományos újságokban, felsőoktatási folyóiratokban, menedzsment lapokban és üzleti könyvekben.
A fejlesztés bármelyik formájának – legyen az gazdasági, politikai, biológiai, szervezeti vagy egyéni – szüksége van valamilyen keretre, hogy tudjuk, történt-e változás. A személyes fejlesztés esetében az egyén az egyetlen bizonyítéka a javulásnak, de az objektív megítéléshez általános kritériumokat használó értékelésre van szükség. A személyes fejlesztés keretei olyan célokat vagy viszonyítási pontokat tartalmaznak, amelyek meghatározzák a végpontokat, a célok elérésére szolgáló stratégiákat vagy terveket, a folyamat méréseit és értékeléseit, a fejlődési út során azt a szintet és szakaszt, amely a mérföldkövet jelenti, és a változás visszajelzésének rendszerét.

## A személyes fejlesztés mint iparág
A személyes fejlesztés mint iparág különböző üzleti formákban van jelen:
- B2C – Business-to-consumer: amikor vállalat szolgáltat egyénnek
- B2B – Business-to-business: amikor vállalat szolgáltat vállalatnak

A fentiek mellett két teljesen új formája is létezik, amelyeknek egyre nagyobb a súlya.
- C2B – Consumer-to-business: a fogyasztótól vállalatnak történő szolgáltatás
- C2C – Consumer-to-consumer: a fogyasztótól fogyasztónak történő felhasználása.

## A fogyasztó mint végfelhasználó
A business-to-consumer piac egyéneknek történő könyvértékesítést, tanfolyamok és technikák értékesítését jelenti, ilyenek például:
- újonnan kifejlesztett technikák, mint:
  - fitness
  - szépségápolás
  - vállalkozás indítás
  - fogyás
- hagyományos gyakorlatok, mint:
  - jóga
  - harcművészet
  - meditáció
  - tanulás

Egyre több programot online is kínálnak, ezek közül sokat valamilyen eszközzel együtt; pl. motivációs könyvekkel, fogyást segítő receptekkel vagy jóga kézikönyvekkel, harcművészeti programokkal.
A fogyasztó mint végfelhasználó piaca az alábbiakat is tartalmazhatja:
- könyvek
- motivációs beszédek
- e-tanulás
- workshopok
- személyes tanácsadás
- life coaching

## Személyes fejlesztés a munkahelyen
Abraham Maslow (1908–1970) szükséglethierarchiájának tetején az önmegvalósítás szükséglete áll, amit a következőképpen fogalmazott meg:
…a vágy arra, hogy az ember kiteljesítse önmagát és a megvalósítsa a lehetőségeit.
Bár Maslow abban hitt, hogy az emberek csak kis százaléka önmegvalósító – 1%-ra tette a számukat –, szükséglethierarchiájának mégis az lett a következménye, hogy a szervezetek az önmegvalósítást vagy személyes fejlesztést a szervezeti piramis tetejére helyezték, hiszen a munkahellyel kapcsolatos biztonság és a jó munkafeltételek a munkavállalók tömegeinek szükségleteit elégíti ki.
Miután a szervezetek és a munkaerőpiac egyre inkább globálissá vált, a vállalatok a személyes fejlődés felelősségét az egyénre helyezték át. Erről Peter Drucker 1999-ben így nyilatkozott a Harvard Business Review-ban:

„A példátlan lehetőségek világában élünk: ha van ambíciód és okos vagy, felemelkedhetsz a választott szakmádban, függetlenül attól milyen szinten kezdted el. De a lehetőséggel a felelősség is jön. A mai szervezetek nem egyengetik a munkavállalók karrierjét; a szellemi dolgozóknak hatékonyan kell önmagukat menedzselni. Rajtad áll, hogy hogyan alakítod a munkahelyedet, mikor változtatsz irányt, és meddig maradsz elkötelezett és eredményes az akár 50 évig tartó munkavégzés során.”

Sumantra Ghoshal a London Business School professzora és Christopher Bartlett a Harvard Business School professzora 1997-ben azt írta, hogy a szervezeteknek embereiket egyénileg kell irányítaniuk, és új munkaszerződést kell kialakítaniuk. Egyrészt a szervezeteknek észre kell venniük, hogy a személyes fejlődés gazdasági értéket teremt: „a szervezeti eredményesség nem a top menedzser mindenható bölcsességéből ered, hanem az összes munkavállaló kezdeményezőkészségéből, kreativitásából és tudásából.”
Másrészt, a munkavállalóknak fel kell ismerniük, hogy munkájuk magában foglalja a személyes fejlesztést és „...a folyamatos tanulás és fejlődés pezsdítő erejét".
Az Individualizált vállalatok, Ghoshal és Bartlett 1997-es publikációja utal arra a változásra, mely szerint a szervezet által előre meghatározott karrierfejlődési rendszer helyett azon személyesen meghatározott stratégiák kerülnek előtérbe, amelyek a szervezet szükségleteivel is egyeznek. Egy másik karrierfejlesztéssel foglalkozó tanulmány arra a következtetésre jut, hogy a nők karrierje különleges, egyéni szükségleteket mutat, és más utat járnak be, mint a férfiak. Sylvia Ann Hewlett, 2007-es tanulmányának, Pályaelhagyások és visszatérési lehetőségek címmel, nagy hatása volt arra, ahogy a szervezetek a karriert látják. További, a karrierrel mint a személyes fejlesztés folyamatával foglalkozó tanulmány Herminia Ibarra munkája, Working Identity címmel, amely a karrier változása és az identitás változása közötti kapcsolatot vizsgálja, megmutatva, hogy a munka és magánélet közötti prioritások az életünk során változnak.
A személyes fejlesztés szervezeti programjait két kategóriába sorolhatjuk: a munkavállalói igényekről való gondoskodás és a fejlesztési stratégiák támogatása.
A munkavállalói igényekhez az elégedettség, a motiváció és személyes elköteleződés támogatása tartoznak. Ehhez nyújtanak segítséget a szervezetnek a munkavállalói felmérések, azért, hogy megtalálják a személyes fejlődés igényeit, a preferenciákat és problémákat, és az eredményeket felhasználva alakítsák ki a fejlesztési és juttatási programokat. Az alábbi témájú programok szoktak előfordulni:
- munka-magánélet egyensúlya
- időgazdálkodás (time management)
- stresszkezelés
- egészségügyi programok
- tanácsadás

Ezek a programok olyan tevékenységet is magukban foglalhatnak, amelyeket a munkavállalók esetleg maguk fizetnek, és munka után űzik őket, mint például jóga, különféle egyéb sportok, harcművészet, pénzkezelés, pozitív pszichológia, NLP, stb.
Mint egyfajta befektetés, a személyes fejlesztésnek a célja az, hogy növelje az emberi tőkét, illetve javítsa a munkatermelékenységet, az innovációt vagy a minőséget. Az ilyen programok támogatói ezeket a tevékenységeket nem tekintik költségnek, hanem olyan befektetésnek, amely a szervezet fejlődési stratégiájának elérését segíti. A munkavállalók kiválasztás útján jutnak hozzá ezekhez a programokhoz; a kiválasztás a munkavállaló értéke, jövőbeli potenciálja szerint történik, pl. tehetségmenedzsment (talent management) programok keretében, amelybe beletartozik új munkatársak alkalmazása, kiemelkedő tehetségek, kulcsemberek, értékesítési, kutatási csoportok megtalálása, lehetséges vezetők felismerése. A szervezetek egyéb (nem a befektetést szolgáló) lehetőségeket is kínálnak minden további munkavállalónak. Ilyen programok a karrierfejlesztés, személyes hatékonyság növelése, csapatmunka és kompetenciafejlesztés. A személyes fejlesztés része a menedzsment eszközöknek is, pl. személyes fejlődés tervezése vagy a képességfelmérés (hogy kiderüljön, a kompetenciái teljes körét használja-e a munkatárs, vagy pl. amikor 360 fokos értékelés keretében kérdeznek meg a szervezet különböző szintjein lévő kollégákat).